# 잉글리시 젬
잉글리시 젬(English Gem)은 미디어캔의 자회사인 필콘미디어가 운영한 미취학 아동 대상 영어 학습 텔레비전 채널이었다.